# Mekar Mulya (Cikalongkulon)
Mekar Mulya is een bestuurslaag in het regentschap Cianjur van de provincie West-Java, Indonesië. Mekar Mulya telt 2365 inwoners (volkstelling 2010).